# きたかみ (フェリー・2代)
きたかみは、太平洋フェリーが運航しているフェリー。本項目では、2019年就航の2代目を取り扱う。

## 概要

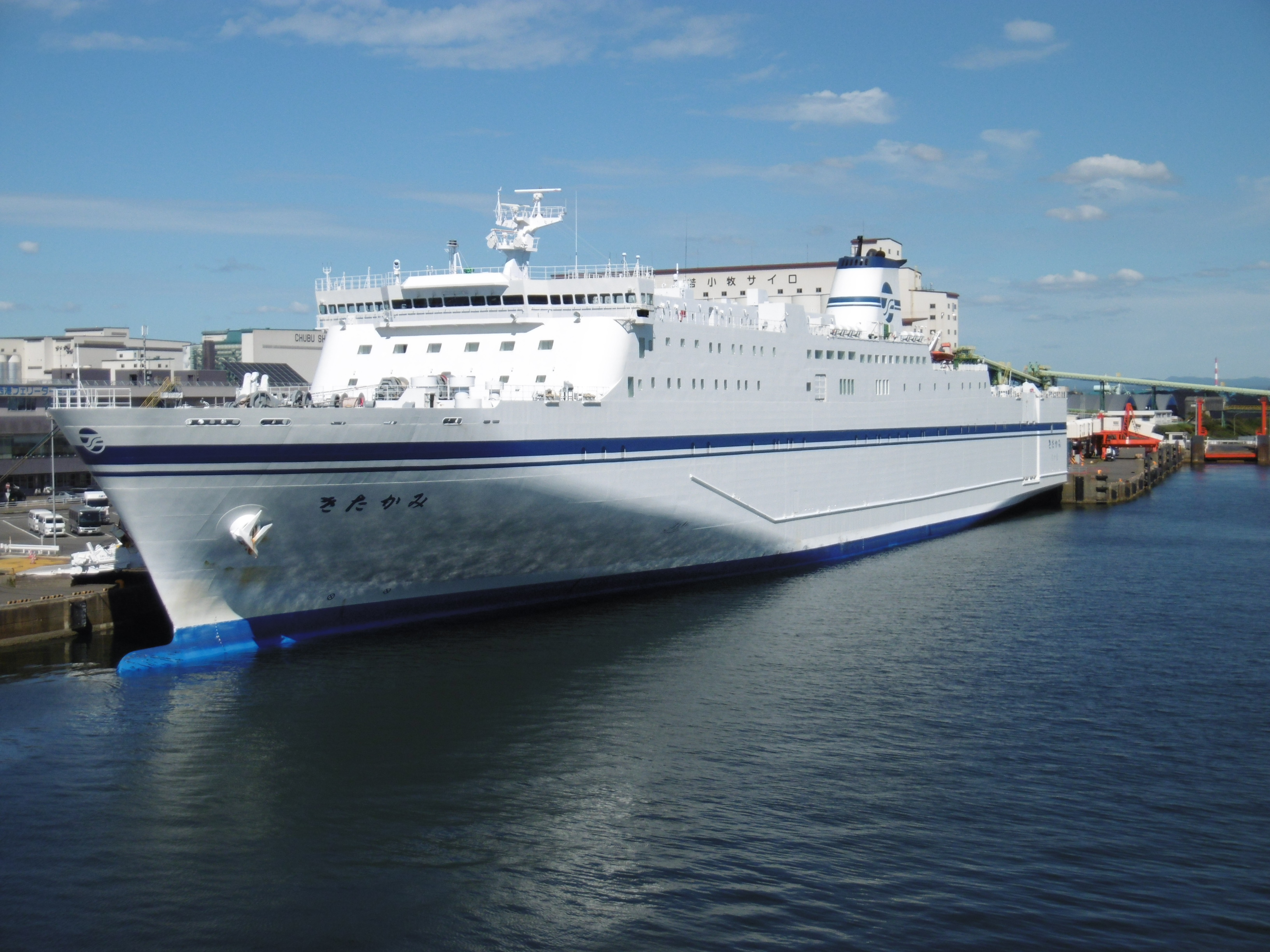
苫小牧港にて（2021年）

初代「きたかみ」の代船として三菱重工業下関造船所にて建造され、2019年1月20日に太平洋フェリーに引き渡されたのち1月25日に苫小牧発仙台行き便より就航。主に仙台-苫小牧間の折り返し便に配船される。

## 設計
デザインコンセプトは夜間航海となるダイヤの特性を踏まえ「SPACE TRAVEL」をテーマとし、星空の旅をイメージして光を駆使した演出を施した設計となっている。客室は大部屋を廃して個室以外はすべてカプセル式寝台としプライバシー確保と機能性の向上を図った。
他船のドック期間を除き苫小牧-仙台航路専用での運航を行いバウランプを廃するなど船型を見直し推進性能の向上を図り、リピーターが多い生活路線的な航路特性を踏まえて豪華さではなく乗客の使いやすさを優先する設計としてスイートルームやシアターラウンジを設定していない。
パナソニックのスポットライト型プロジェクターを11台用いて中央階段・プロムナード・キッズキャビンにてプロジェクション映像による空間演出も施される。
太平洋フェリーでは初の一人個室を設け、1等室は立体的に空間を生かした形とし、「C寝台」はB寝台と比べ設備を簡素化して旧きたかみの大部屋型2等室と同等の価格設定としている。
環境面においては新型の船型を採用し従来より10%の省エネルギーを実現した。交通エコロジー・モビリティ財団「海上交通バリアフリー施設助成」の200隻目の対象船ともなっている。

### 船内
- 7デッキ[7][4]
  - 特等室（洋室6室・和室2室）
  - 1等室
    - フォース：6室
    - クロスツイン：7室

  - B寝台（8区画）
  - レストラン「グリーンプラネット」 - 「地球」のイメージで木漏れ日をイメージした照明などを配する。
  - ロビー - 「三日月」をモチーフとしたテーブル「クレセントテーブル」等を配する。不定期にピアノ演奏を実施[3]。
  - 展望通路「プロムナード」 - 夜間に窓際壁面にプロジェクションマッピング投影が行われる[3]。
- 6デッキ[7][4]
  - 特等室（和室2室）
  - 1等室
    - クロスツイン：9室
    - ウィズペット：2室
    - バリアフリー：1室

  - エコノミーシングル（8区画）
  - B寝台（1区画）
  - C寝台（2区画）
  - 展望大浴場 - 「天空」のイメージで白を基調とした内装や雲をモチーフとした浴槽を配する。
  - シャワー室
  - エントランスホール - 「宇宙船」のイメージで白を基調とした内装を配し、中央階段では宇宙をテーマとしたプロジェクションマッピング投影を行う。
  - キッズエリア
    - キッズキャビン - 中央階段下に設置、ゲーム映像をプロジェクションマッピングで投影[3]。

  - テレビコーナー
  - ショップコーナー
  - インフォメーション
  - ドライバー室（6区画）
  - ドライバー浴室
  - ドライバーサロン
  - ペットテラス
  - ペットルーム
- デッキ5-4：トラック甲板[4]
  - デッキ5：12mトラック80台・8.5mトラック2台
  - デッキ4：12mトラック84台
- デッキ3-1：乗用車甲板[4]
  - デッキ3：52台
  - デッキ2：46台
  - デッキ1：48台

### 船室
| 等級 | 室名               | 部屋数                              | 定員  | 設備 |
| ---- | ------------------ | ----------------------------------- | ----- | --- |
| 特等 | 特等客室（洋室）   | 2-3名×6室                           | 18名  | ツインベッド、浴室、シャワートイレ、冷蔵庫、テレビ、インターホン、ナイトウェア、 サンダル、タオル、ドライヤー、洗面道具、ティーセット、カードキー                     |
| 特等 | 特等客室（和室）   | 3-4名×4室                           | 16名  | 布団、浴室、シャワートイレ、冷蔵庫、テレビ、インターホン、ナイトウェア、 サンダル、タオル、ドライヤー、洗面道具、ティーセット、カードキー                             |
| 1等  | フォース           | 3-4名×12室                          | 48名  | 2段ベッド2基、シャワートイレ、シャワー、冷蔵庫、テレビ、ナイトウェア、 サンダル、タオル、ドライヤー、洗面用具、ティーセット、カードキー                               |
| 1等  | クロスツイン       | 1-2名×33室                          | 66名  | L字型2段ベッド、シャワートイレ、シャワー、冷蔵庫、テレビ、ナイトウェア、 サンダル、タオル、ドライヤー、洗面用具、ティーセット、カードキー                             |
| 1等  | ウイズペット       | 2-3名×2室                           | 6名   | 2段ベッド2基（1基下段のみペットスペース）、シャワートイレ、シャワー、 冷蔵庫、テレビ、ナイトウェア、サンダル、タオル、ドライヤー、洗面用具、 ティーセット、カードキー |
| 1等  | バリアフリー       | 2名×1室                             | 2名   | ツインベッド、シャワートイレ、シャワー、冷蔵庫、テレビ、ナイトウェア、 サンダル、タオル、ドライヤー、洗面用具、 ティーセット、カードキー                              |
| 2等  | エコノミーシングル | 通常5区画55名 バリアフリー3区画20名 | 75名  | 1段ベッド、テレビ、簡易テーブル、電源コンセント、鏡、シリンダーキー                                                                                                   |
| 2等  | ドライバールーム   | 6区画56名                           | 56名  | 1段ベッド、テレビ、簡易テーブル、電源コンセント、鏡、シリンダーキー                                                                                                   |
| 2等  | B寝台              | 9区画200名                          | 200名 | 階段式2段カプセル寝台、小テーブル、荷物置き場、鏡、読書灯、 電源コンセント、ロールカーテン、女性用カードキー                                                          |
| 2等  | C寝台              | 2区画32名                           | 32名  | 階段式2段カプセル寝台、荷物置き場、読書灯、電源コンセント、カーテン                                                                                                   |